# Estia
Estia (in greco antico: Ἑστία?, Hestíā) è una divinità della religione greca, figlia di Crono e Rea. 
Dea vergine della casa e del focolare, era una divinità importante e oggetto di culto, tanto da essere considerata tradizionalmente una dei dodici Olimpi.
Il suo simbolo era il cerchio, e la sua presenza era avvertita nella fiamma viva posta nel focolare rotondo al centro della casa e nel braciere circolare nel tempio di ogni divinità. Talvolta viene raffigurata assieme ad Ermes, ma mentre quest'ultimo aveva il compito di proteggere dal male e di propiziare una buona sorte, Estia proteggeva e santificava la casa.
Nella mitologia romana la sua figura corrisponde a quella di Vesta.

## Culto
Ogni città, nell'edificio principale, aveva un braciere comune, il pritaneo, dove ardeva il fuoco sacro di Estia, che non doveva spegnersi mai. Poiché le città erano considerate un allargamento del nucleo familiare, era adorata anche come protettrice di tutte le città greche. 
Il neonato diventava membro della famiglia cinque giorni dopo la nascita, con un rito (anfidromie) in cui il padre lo portava in braccio girando attorno al focolare.
La novella sposa portava il fuoco preso dal braciere della famiglia di origine nella sua nuova casa, che solo così veniva consacrata.
I coloni che lasciavano la Grecia portavano con loro una torcia accesa al pritaneo della loro città natale, il cui fuoco sarebbe servito a consacrare ogni nuovo tempio ed edificio. Un rito che sopravvive anche nelle Olimpiadi moderne.
Estia provvedeva il luogo dove sia la famiglia che la comunità si riunivano insieme: il luogo dove si ricevevano gli ospiti, il luogo dove fare ritorno a casa, un rifugio per i supplici. La dea e il fuoco erano una cosa sola e formavano il punto di congiunzione e il sentimento della comunità, sia familiare che civile.
Il fuoco che divampa indicava quindi la presenza della divinità invocata nel sacrificio. Il fuoco, sia quello della casa che quello degli altari posti all'interno dei templi, non andava mai lasciato perire; successivamente la sua presenza sarà sostituita da una lampada perennemente accesa. Gli altari collocati all'esterno dei templi – la quale era la modalità più diffusa– , non possedevano un fuoco perenne, ma la loro accensione era uno dei momenti più importanti del rito sacrificale. Il fuoco è l'"altare odoroso" riservato agli dèi: a partire dall'VIII secolo a.C. sarà costume bruciare incenso o mirra (prodotti importati dalla Fenicia) sugli altari.
(Ovidio, Fasti, VI, 255-258)

## Mitologia
Estia era la dea della famiglia, divinità dell'antica Grecia tenuta in grande onore e molto considerata dal popolo greco a quel tempo. Poiché era la primogenita di Rea e Crono veniva invocata per prima durante i sacrifici. Per questo venne chiamata anche "prima dea" e "ultima dea" poiché fu la prima dea, propriamente detta, a nascere, essendo la primogenita, ma l'ultima a essere espulsa da Crono e quindi a rinascere.
Sacrificò il suo trono sull'Olimpo quando Dioniso divenne dio.
Nonostante Poseidone ed Apollo chiedessero la sua mano, lei fece voto di castità e così Zeus (suo fratello e signore degli dei) per evitare un possibile concorrente al suo trono, respinse le loro proposte.
Dopo un banchetto Priapo, ubriaco, tentò di violentarla ma un asino con il suo raglio svegliò sia la dea, che dormiva, che gli altri dei e fu costretto a darsi alla fuga.

L'episodio ha un carattere di avvertimento aneddotico per chi pensi (se accolte in casa come ospiti), di poter abusare delle donne sotto la protezione del focolare domestico in quanto anche l'asino, simbolo della lussuria, ragliando condanna la follia criminale di Priapo.
Omero narra che Estia riuscì a resistere alle seduzioni ed alle persuasioni di Afrodite.
Causa la sua funzione che la portava a non abbandonare mai Olimpo, è protagonista in un numero inferiore di miti rispetto ai suoi fratelli ed è meno nota in epoca contemporanea.

## Genealogia
Estia era la figlia primogenita di Crono e Rea ed apparteneva quindi al ristretto gruppo delle dodici maggiori divinità dell'Olimpo. Era una dea vergine, al pari di Atena e Artemide, e quindi non ebbe figli.

### Genealogia (Esiodo)
|                   |                   |                   |                   |                   |                   |      |      |      |      |      |      |  |  |        |        |        |        |          |        |   |   |          |          |          |          |          |          |  |  |           |           |           |           |           |           |  |  |     |     |     |     |     |     |  |  |         |         |         |         |         |         |  |  |       |       |       |       |       |       |
|                   |                   |                   |                   |                   |                   |      |      |      |      |      |      |  |  |        |        |        |        |          |        |   |   | Urano    | Urano    | Urano    | Urano    | Urano    | Urano    |  |  | Gea       | Gea       | Gea       | Gea       | Gea       | Gea       |  |  |     |     |     |     |     |     |  |  |         |         |         |         |         |         |  |  |       |       |       |       |       |       |
|                   |                   |                   |                   |                   |                   |      |      |      |      |      |      |  |  |        |        |        |        |          |        |   |   | Urano    | Urano    | Urano    | Urano    | Urano    | Urano    |  |  | Gea       | Gea       | Gea       | Gea       | Gea       | Gea       |  |  |     |     |     |     |     |     |  |  |         |         |         |         |         |         |  |  |       |       |       |       |       |       |
|                   |                   |                   |                   |                   |                   |      |      |      |      |      |      |  |  |        |        |        |        |          |        |   |   |          |          |          |          |          |          |  |  |           |           |           |           |           |           |  |  |     |     |     |     |     |     |  |  |         |         |         |         |         |         |  |  |       |       |       |       |       |       |
|                   |                   |                   |                   |                   |                   |      |      |      |      |      |      |  |  |        |        |        |        |          |        |   |   |          |          |          |          |          |          |  |  |           |           |           |           |           |           |  |  |     |     |     |     |     |     |  |  |         |         |         |         |         |         |  |  |       |       |       |       |       |       |
| Genitali di Urano | Genitali di Urano | Genitali di Urano | Genitali di Urano | Genitali di Urano | Genitali di Urano |      |      |      |      |      |      |  |  |        |        |        |        |          |        |   |   | Crono    | Crono    | Crono    | Crono    | Crono    | Crono    |  |  | Rea       | Rea       | Rea       | Rea       | Rea       | Rea       |  |  |     |     |     |     |     |     |  |  |         |         |         |         |         |         |  |  |       |       |       |       |       |       |
| Genitali di Urano | Genitali di Urano | Genitali di Urano | Genitali di Urano | Genitali di Urano | Genitali di Urano |      |      |      |      |      |      |  |  |        |        |        |        |          |        |   |   | Crono    | Crono    | Crono    | Crono    | Crono    | Crono    |  |  | Rea       | Rea       | Rea       | Rea       | Rea       | Rea       |  |  |     |     |     |     |     |     |  |  |         |         |         |         |         |         |  |  |       |       |       |       |       |       |
|                   |                   |                   |                   |                   |                   |      |      |      |      |      |      |  |  |        |        |        |        |          |        |   |   |          |          |          |          |          |          |  |  |           |           |           |           |           |           |  |  |     |     |     |     |     |     |  |  |         |         |         |         |         |         |  |  |       |       |       |       |       |       |
|                   |                   |                   |                   |                   |                   |      |      |      |      |      |      |  |  |        |        |        |        |          |        |   |   |          |          |          |          |          |          |  |  |           |           |           |           |           |           |  |  |     |     |     |     |     |     |  |  |         |         |         |         |         |         |  |  |       |       |       |       |       |       |
|                   |                   |                   |                   |                   |                   | Zeus | Zeus | Zeus | Zeus | Zeus | Zeus |  |  |        |        |        |        |          |        |   |   | Era      | Era      | Era      | Era      | Era      | Era      |  |  | Poseidone | Poseidone | Poseidone | Poseidone | Poseidone | Poseidone |  |  | Ade | Ade | Ade | Ade | Ade | Ade |  |  | Demetra | Demetra | Demetra | Demetra | Demetra | Demetra |  |  | Estia | Estia | Estia | Estia | Estia | Estia |
|                   |                   |                   |                   |                   |                   | Zeus | Zeus | Zeus | Zeus | Zeus | Zeus |  |  |        |        |        |        |          |        |   |   | Era      | Era      | Era      | Era      | Era      | Era      |  |  | Poseidone | Poseidone | Poseidone | Poseidone | Poseidone | Poseidone |  |  | Ade | Ade | Ade | Ade | Ade | Ade |  |  | Demetra | Demetra | Demetra | Demetra | Demetra | Demetra |  |  | Estia | Estia | Estia | Estia | Estia | Estia |
|                   |                   |                   |                   |                   |                   |      |      |      |      |      |      |  |  |        |        |        |        |          |        |   |   |          |          |          |          |          |          |  |  |           |           |           |           |           |           |  |  |     |     |     |     |     |     |  |  |         |         |         |         |         |         |  |  |       |       |       |       |       |       |
|                   |                   |                   |                   |                   |                   |      |      |      |      |      |      |  |  |        |        |        |        |          |        |   |   |          |          |          |          |          |          |  |  |           |           |           |           |           |           |  |  |     |     |     |     |     |     |  |  |         |         |         |         |         |         |  |  |       |       |       |       |       |       |
|                   |                   |                   |                   |                   |                   |      |      |      |      |      |      |  |  |        |        |        |        |          |        | a |   |          |          |          |          |          |          |  |  |           |           |           |           |           |           |  |  |     |     |     |     |     |     |  |  |         |         |         |         |         |         |  |  |       |       |       |       |       |       |
|                   |                   |                   |                   |                   |                   |      |      |      |      |      |      |  |  |        |        |        |        |          |        |   |   |          |          | b        |          |          |          |  |  |           |           |           |           |           |           |  |  |     |     |     |     |     |     |  |  |         |         |         |         |         |         |  |  |       |       |       |       |       |       |
|                   |                   |                   |                   |                   |                   |      |      |      |      |      |      |  |  |        |        |        |        |          |        |   |   |          |          |          |          |          |          |  |  |           |           |           |           |           |           |  |  |     |     |     |     |     |     |  |  |         |         |         |         |         |         |  |  |       |       |       |       |       |       |
|                   |                   |                   |                   |                   |                   |      |      |      |      |      |      |  |  | Ares   | Ares   | Ares   | Ares   | Ares     | Ares   |   |   | Efesto   | Efesto   | Efesto   | Efesto   | Efesto   | Efesto   |  |  |           |           |           |           |           |           |  |  |     |     |     |     |     |     |  |  |         |         |         |         |         |         |  |  |       |       |       |       |       |       |
|                   |                   |                   |                   |                   |                   |      |      |      |      |      |      |  |  | Ares   | Ares   | Ares   | Ares   | Ares     | Ares   |   |   | Efesto   | Efesto   | Efesto   | Efesto   | Efesto   | Efesto   |  |  | Meti      |           |           |           |           |           |  |  |     |     |     |     |     |     |  |  |         |         |         |         |         |         |  |  |       |       |       |       |       |       |
|                   |                   |                   |                   |                   |                   |      |      |      |      |      |      |  |  |        |        |        |        |          |        |   |   |          |          |          |          |          |          |  |  |           |           |           |           |           |           |  |  |     |     |     |     |     |     |  |  |         |         |         |         |         |         |  |  |       |       |       |       |       |       |
|                   |                   |                   |                   |                   |                   |      |      |      |      |      |      |  |  |        |        |        |        | Atena    |        |   |   |          |          |          |          |          |          |  |  |           |           |           |           |           |           |  |  |     |     |     |     |     |     |  |  |         |         |         |         |         |         |  |  |       |       |       |       |       |       |
|                   |                   |                   |                   |                   |                   |      |      |      |      |      |      |  |  |        |        |        |        |          |        |   |   |          |          |          |          |          |          |  |  | Latona    |           |           |           |           |           |  |  |     |     |     |     |     |     |  |  |         |         |         |         |         |         |  |  |       |       |       |       |       |       |
|                   |                   |                   |                   |                   |                   |      |      |      |      |      |      |  |  |        |        |        |        |          |        |   |   |          |          |          |          |          |          |  |  |           |           |           |           |           |           |  |  |     |     |     |     |     |     |  |  |         |         |         |         |         |         |  |  |       |       |       |       |       |       |
|                   |                   |                   |                   |                   |                   |      |      |      |      |      |      |  |  |        |        |        |        |          |        |   |   |          |          |          |          |          |          |  |  |           |           |           |           |           |           |  |  |     |     |     |     |     |     |  |  |         |         |         |         |         |         |  |  |       |       |       |       |       |       |
|                   |                   |                   |                   |                   |                   |      |      |      |      |      |      |  |  |        |        |        |        |          |        |   |   |          |          |          |          |          |          |  |  |           |           |           |           |           |           |  |  |     |     |     |     |     |     |  |  |         |         |         |         |         |         |  |  |       |       |       |       |       |       |
|                   |                   |                   |                   |                   |                   |      |      |      |      |      |      |  |  | Apollo | Apollo | Apollo | Apollo | Apollo   | Apollo |   |   | Artemide | Artemide | Artemide | Artemide | Artemide | Artemide |  |  |           |           |           |           |           |           |  |  |     |     |     |     |     |     |  |  |         |         |         |         |         |         |  |  |       |       |       |       |       |       |
|                   |                   |                   |                   |                   |                   |      |      |      |      |      |      |  |  | Apollo | Apollo | Apollo | Apollo | Apollo   | Apollo |   |   | Artemide | Artemide | Artemide | Artemide | Artemide | Artemide |  |  | Maia      |           |           |           |           |           |  |  |     |     |     |     |     |     |  |  |         |         |         |         |         |         |  |  |       |       |       |       |       |       |
|                   |                   |                   |                   |                   |                   |      |      |      |      |      |      |  |  |        |        |        |        |          |        |   |   |          |          |          |          |          |          |  |  |           |           |           |           |           |           |  |  |     |     |     |     |     |     |  |  |         |         |         |         |         |         |  |  |       |       |       |       |       |       |
|                   |                   |                   |                   |                   |                   |      |      |      |      |      |      |  |  |        |        |        |        | Ermes    |        |   |   |          |          |          |          |          |          |  |  |           |           |           |           |           |           |  |  |     |     |     |     |     |     |  |  |         |         |         |         |         |         |  |  |       |       |       |       |       |       |
|                   |                   |                   |                   |                   |                   |      |      |      |      |      |      |  |  |        |        |        |        |          |        |   |   |          |          |          |          |          |          |  |  | Semele    |           |           |           |           |           |  |  |     |     |     |     |     |     |  |  |         |         |         |         |         |         |  |  |       |       |       |       |       |       |
|                   |                   |                   |                   |                   |                   |      |      |      |      |      |      |  |  |        |        |        |        |          |        |   |   |          |          |          |          |          |          |  |  |           |           |           |           |           |           |  |  |     |     |     |     |     |     |  |  |         |         |         |         |         |         |  |  |       |       |       |       |       |       |
|                   |                   |                   |                   |                   |                   |      |      |      |      |      |      |  |  |        |        |        |        | Dioniso  |        |   |   |          |          |          |          |          |          |  |  |           |           |           |           |           |           |  |  |     |     |     |     |     |     |  |  |         |         |         |         |         |         |  |  |       |       |       |       |       |       |
|                   |                   |                   |                   |                   |                   |      |      |      |      |      |      |  |  |        |        |        |        |          |        |   |   |          |          |          |          |          |          |  |  | Dione     |           |           |           |           |           |  |  |     |     |     |     |     |     |  |  |         |         |         |         |         |         |  |  |       |       |       |       |       |       |
|                   |                   |                   |                   |                   |                   |      |      |      |      |      |      |  |  |        |        |        |        |          |        |   |   |          |          |          |          |          |          |  |  |           |           |           |           |           |           |  |  |     |     |     |     |     |     |  |  |         |         |         |         |         |         |  |  |       |       |       |       |       |       |
| a                 | a                 | a                 | a                 | a                 | a                 |      |      |      |      |      |      |  |  |        |        |        |        |          |        | b | b | b        | b        | b        | b        |          |          |  |  |           |           |           |           |           |           |  |  |     |     |     |     |     |     |  |  |         |         |         |         |         |         |  |  |       |       |       |       |       |       |
| a                 | a                 | a                 | a                 | a                 | a                 |      |      |      |      |      |      |  |  |        |        |        |        |          |        | b | b | b        | b        | b        | b        |          |          |  |  |           |           |           |           |           |           |  |  |     |     |     |     |     |     |  |  |         |         |         |         |         |         |  |  |       |       |       |       |       |       |
|                   |                   |                   |                   |                   |                   |      |      |      |      |      |      |  |  |        |        |        |        |          |        |   |   |          |          |          |          |          |          |  |  |           |           |           |           |           |           |  |  |     |     |     |     |     |     |  |  |         |         |         |         |         |         |  |  |       |       |       |       |       |       |
|                   |                   |                   |                   |                   |                   |      |      |      |      |      |      |  |  |        |        |        |        | Afrodite |        |   |   |          |          |          |          |          |          |  |  |           |           |           |           |           |           |  |  |     |     |     |     |     |     |  |  |         |         |         |         |         |         |  |  |       |       |       |       |       |       |

## L'arazzo di Estia

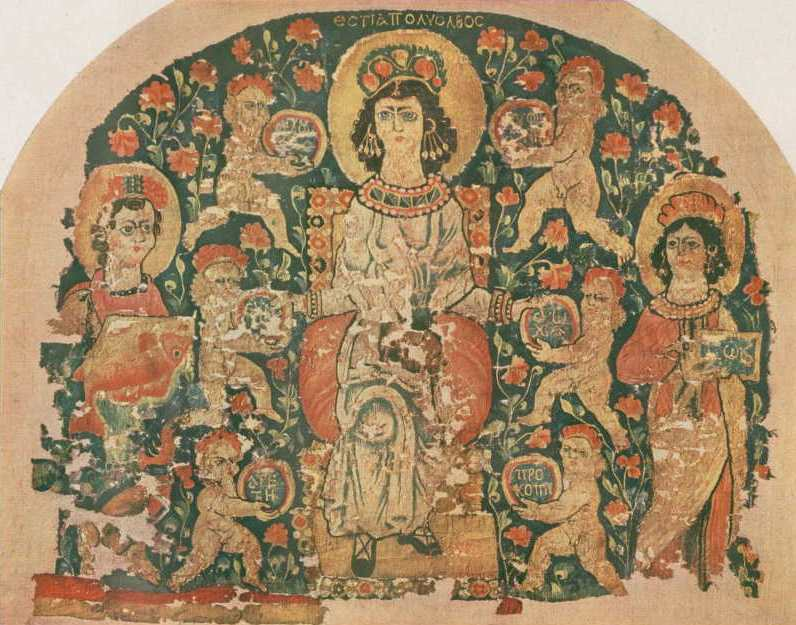
"Estia in Grazia", Egitto, VI secolo d.C., Collezione Dumbarton Oaks.

"L'arazzo di Estia" è una tardiva rappresentazione della dea come “Hestia Polyolbos" (Estia ricca di Grazia) su un arazzo di scuola copta, realizzato in Egitto durante il VI secolo d.C..

## Nella cultura di massa
Compare nel quinto e ultimo libro della saga Percy Jackson e gli dei dell'Olimpo, Percy Jackson e gli dei dell'Olimpo: lo scontro finale. Il titolo originale del romanzo, The last Olympian, è riferito a lei, l'ultima dea, che non combatte ma custodisce il focolare sacro fulcro dell'Olimpo.
Appare anche nel videogioco Hades II, dove viene rappresentata come una donna anziana, con un accento britannico e afflitta dalla vitiligine.